# 新聞自由導報
新聞自由導報，1989年六四事件後的第五天，由旅居海外的中國新聞工作者曹長青等在美国洛杉磯創辦的中文報紙，第一任总编辑是曹長青。2005年8月，導報因经费问题停刊，轉型為電子報。
2005年時，導報社长是六四事件学运领袖之一王丹，理事会主席为王军涛，总编辑是吴仁华。导报最盛时期曾经印刷三万份，平均每两星期出版6千份。自1994年起，美国国家民主基金会每年资助导报。但2005年，国家民主基金会决定停止资助。